# La caduta di un impero
La caduta di un impero è un romanzo d'avventura di Emilio Salgari, pubblicato nel 1911 dall'editore Bemporad di Firenze. È parte del cosiddetto ciclo indo-malese che ha reso noto lo scrittore veronese al grande pubblico, e ne costituisce il decimo capitolo romanzesco. Inoltre, secondo una tradizionale scansione largamente accettata in letteratura, è parte del "secondo ciclo di Sandokan", composto da un Salgari più maturo, che sceglie di lasciare perlopiù sullo sfondo il capo pirateria malese, per concentrarsi su altri personaggi - su tutti, Yanez de Gomera, amico fraterno di Sandokan, divenuto maharaja dello stato indiano dell'Assam. Non a caso, in quest'opera, Sandokan non fa mai la sua comparsa, così come già accaduto nel precedente Il bramino dell'Assam.

## Trama
Il libro riprende la trattazione dove s'era interrotta in quello precedente: Yanez De Gomera, il maharaja portoghese di Assam, ha sventato un tentativo di colpo di stato che ha messo a repentaglio la sua corona e, al comando dei suoi rajaputi, è appostato nella jungla a pochi metri dalla pagoda di Kalikò. Ma mentre sta per farvi irruzione, convinto di trovarvi all'interno i congiurati, s'accorge di esser stato attirato in una trappola dai suoi rajaputi, corrotti a caro prezzo dai cospiratori, e il colpo di mano è soltanto all'inizio.
Rimasto senza guerrieri e con soli due dei suoi venti elefanti, non ha altra scelta che incaricare i fidi Kammamuri e Timul di prendere il primo treno per Calcutta, incaricandoli di avvisare Sandokan via telegramma del grave pericolo che incombe sull'Impero. Nonostante un terribile disastro ferroviario ordito ai danni dei due viaggiatori nel cuore della jungla, Kammamuri e Timul arrivano sani e salvi a Calcutta, riuscendo a contattare il capo pirateria. In città, ottengono anche delle notizie fresche che chiariscono definitivamente i dubbi al lettore: dietro il sedicente bramino cospiratore che ha squassato la vita politica dell'Assam nel precedente libro, c'è Sindhia, il sanguinario ex-rajah che è evaso dalla clinica per malati psichiatrici nella quale era stato internato tempo addietro, al termine de Alla conquista di un impero.
Kammamuri e Timul, portata a termine la missione, prendono il primo treno per Rangpur, città di frontiera dalla quale hanno in mente di tornare in Assam via terra, ma vengono trattenuti dalla polizia inglese, impegnata in un'indagine sulla morte di un passeggero del loro treno. Evasi dai loro arresti con una rocambolesca fuga, i due rientrano in Assam, ma si rendono subito conto che, in loro assenza, la situazione è precipitata: Sindhia, al comando di oltre ventimila uomini, è giunto alle porte della capitale Gauhati, lasciando dietro di sé fiumi di sangue e migliaia di civili in fuga. A questo punto, Yanez escogita un ultimo, disperato piano: dare alle fiamme la capitale, ormai ridotta a città fantasma, e aspettare l'arrivo delle truppe malesi di Sandokan, asserragliato nella cloaca cittadina.

## Caratteristiche dell'opera
La caduta di un impero, così come il precedente capitolo romanzesco Il bramino dell'Assam, presenta un finale aperto; i due libri, perciò, fin dall'inizio sono stati considerati frazioni di una sola unità narrativa, nella quale giocoforza confluisce La rivincita di Yanez, romanzo serrafila dell'intero ciclo. In questo mini-ciclo di storie, viene in evidenza il progetto editoriale di Emilio Salgari: il romanziere non solo intende tributare il giusto spazio a Yanez de Gomera (spesso rimasto alle spalle di Sandokan nei romanzi giovanili), ma anche approfondire le storie di altri personaggi. L'erosione della figura centrale dell'eroe porta, quindi, a due conseguenze fondamentali. La prima, riguarda la crescita progressiva e inesorabile di figure quali Kammamuri, ormai affrancatosi dal suo padrone Tremal-Naik e divenuto un vero e proprio braccio destro del maharaja; la seconda è di tipo narrativo e fa sì che avvenimenti in altre circostanze importanti (quali battaglie, tradimenti, morti etc.) restino sullo sfondo, mentre vanno in scena altre vicende, per certi versi ancora più avventurose e dagli esiti imprevedibili.

## Paternità dell'opera
Esistono più elementi che, in passato, hanno spinto vari critici a sospettare che questo romanzo, in realtà, non sia stato totalmente scritto da Emilio Salgari. Gli elementi portati a supporto di questa tesi sono dei più vari.
In primo luogo, negli anni antecedenti alla sua pubblicazione, Salgari aveva preso l'abitudine di portare a compimento numerosi impegni editoriali per far fronte al ménage familiare e alle spese per l'assistenza medica della moglie, ridotta in precarie condizioni mentali. Inseguito dai creditori e alle prese con l'abuso di alcool e tabacco, Salgari si ritrovava, perciò, in condizioni che gli rendevano oggettivamente difficile seguire con attenzione lo sviluppo della trama, costringendolo ad avvalersi della collaborazione di almeno un ghostwriter. In questo senso, è plausibile che i tre romanzi conclusivi del ciclo siano stati sottoposti, se non a delle vere e proprie interpolazioni, quantomeno a delle leggere revisioni stilistiche, a cura di vari illustri collaboratori della casa editrice Bemporad.
In secondo luogo, nonostante la produzione dell'ultimo Salgari sia spesso piuttosto dozzinale, ricca di sviste, ripetizioni e incongruenze, in particolare i primi due romanzi del mini-ciclo ambientato in Assam presentano alcune particolari novità e delle felici trovate scenico-narrative: l'attentato al treno sul quale viaggiano Timul e Kammamuri è solo uno dei tanti episodi che fuoriesce dai classici cliché salgariani, donando al romanzo un'insolita venatura da Far West. È anche vero, però, che il panorama dei topos letterari salgariani è decisamente vasto e non si limita a quelli apparsi ciclicamente nei romanzi del ciclo indo-malese.
Un altro elemento spesso usato a sfavore della paternità salgariana riguarda la data di pubblicazione de La caduta di un impero, che ricade oltre quella di morte di Emilio Salgari.
Un aspetto che potrebbe chiarire, almeno parzialmente, la questione nata sulla paternità dell'opera riguarda proprio la frammentazione dell'unità narrativa in tre diversi romanzi; ad oggi, però, non si conoscono i motivi, né si hanno sufficienti informazioni sul perché di quest'operazione editoriale, che sembra piuttosto artificiosa.